# El Massa
El Massa – algierski dziennik w języku arabskim.
Pierwsze wydanie gazety ukazało się 1 października 1985; była to pierwsza popołudniówka w Algierii: El Massa (المساء) znaczy po arabsku „wieczór”.
Gazeta jest sponsorowana przez rząd Algierii.